# UFC Fight Night: Belfort vs. Henderson III
UFC Fight Night: Belfort vs. Henderson III (também conhecido como UFC Fight Night 77) foi um evento de artes marciais mistas promovido pelo Ultimate Fighting Championship,  ocorrido em 7 de novembro de 2015 no Ginásio do Ibirapuera em cidade de São Paulo, Brasil.

## Background
Esse foi o quarto evento do UFC que acontece em São Paulo, o primeiro evento foi o UFC Brasil em 1998, o segundo foi o UFC on FX: Belfort vs. Bisping em 2013 e o terceiro foi UFC Fight Night: Miocic vs. Maldonado em 2014.
O evento é esperado para ter como luta principal o fim da trilogia entre os pesos médios Vitor Belfort e Dan Henderson. O primeiro Confronto entre eles foi no Pride em 2002 com vitória de Henderson, e o segundo foi no UFC Fight Night: Belfort vs. Henderson II em 2013 com vitória de Belfort.

## Bônus da Noite
- Luta da Noite: Não houve lutas premiadas.
- Performance da Noite:  Vítor Belfort,  Thomas Almeida,  Alex Oliveira e  Thiago Tavares